# Den daňové svobody
Den daňové svobody představuje pomyslné datum, kdy občané státu přestávají vydělávat na stát a začínají vydělávat na sebe. 
Den daňové svobody (DDS) tak rozděluje kalendářní rok do dvou imaginárních období – v první části roku vydělávají daňoví poplatníci na pokrytí výdajů vlády a státních instutucí bez přímé možnosti rozhodovat o jejich použití těchto peněz, počínaje dnem daňové svobody začínají o využití vydělaných peněz rozhodovat přímo o své vůli.

## Metodiky výpočtu
Koncept dne daňové svobody vytvořil floridský podnikatel Dallas Hostetler již v roce 1948, avšak metodika jeho výpočtu, zejména používaných vstupních dat, není dnes jednotná.
- Spojené státy americké: DDS se počítá jako podíl veškerých daní na celkových příjmech obyvatel.[2]
- Česko podle Deloitte: DDS se počítá jako podíl celkových veškerých daňových příjmů státu na čistém národním důchodu. Ten však nezapočítává příjmy nerezidentů, tedy zahraničních pracovníků a firem na území ČR.
- Česko podle Liberálního institutu: DDS se počítá jako podíl veřejných výdajů na hrubém domácím produktu (HDP), přičemž vychází z odhadů Organizace pro hospodářskou spolupráci a rozvoj (OECD); tato metodika umožňuje srovnání Česka s ostatními zeměmi.[3]

Rozdíl těchto dvou v ČR používaných způsobů výpočtu tedy je v tom, že Liberální institut porovnává výdaje státu oproti domácímu produktu, kdežto Deloitte naopak příjmy státu oproti národnímu důchodu. Tak vzniká největší rozdíl mezi oběma metodami.

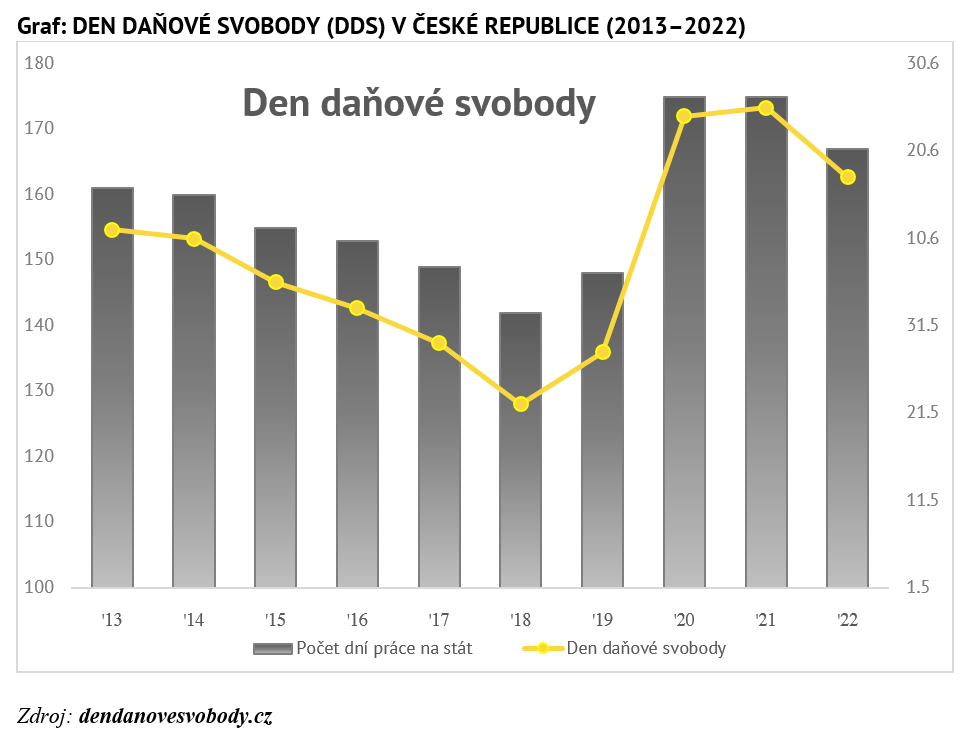
Vývoj dne daňové svobody v ČR v letech 2013–2022

## Den daňové svobody v Česku
V roce 2012 byl v Česku den daňové svobody 9. června, náklady veřejných rozpočtů Češi uhradili během 160 dnů – dle výpočtů Liberálního institutu.
V roce 2013 u nás den daňové svobody připadl podle výpočtů Liberálního institutu na 11. června.
V roce 2014 podle výpočtů stejnojmenného portálu "Den daňové svobody" (napojeného na Liberální institut a Centrum ekonomických a tržních analýz CETA) nastal o den dříve než rok předešlý: 10. června. Ovšem podle metodiky Patrie se předpokládá až 27. června, takže by občan na stát pracoval bez tří kalendářních dnů celou polovinu roku (přesně se to ukáže až zpětně v roce 2015, podle revize skutečných výdajů státu za rok 2014). Na den daňové svobody podle výpočtů Patrie odkazují například Svobodní rozdáváním novinové připomínky toho faktu v ulicích obcí po celé ČR. V USA pro rok 2014 spočítali celkový den daňové svobody na 21. duben 2014, ovšem každý dílčí stát má svůj: od 30. března v Louisianě až po 9. května v New Jersey a Connecticutu. Podle tohoto výpočtu na daních Američané zaplatí více než utratí za jídlo, oblečení a bydlení dohromady.
V roce 2017 Liberální institut vypočítal den daňové svobody na 29. května.
Pro rok 2018 vypočítal Liberální institut den daňové svobody na 22. května
 a Deloitte na 23. června. Podle tohoto výpočtu by Češi na daně pracovali 174 dní.

V roce 2019 byl v Česku den daňové svobody 28. května, na zajištění příjmů veřejných rozpočtů resp. na pokrytí jejich výdajů tak Češi museli pracovat 148 dní.
V letech koronavirové pandemie 2020 a 2021 museli Češi na pokrytí výdajů veřejných rozpočtů pracovat shodně 175 dní, Den daňové svobody se tak posunul na historické maximum, 24. a 25. června (rok 2020 byl přestupný). 
V roce 2022 došlo oproti předpokladům k dalšímu zpomalení ekonomického růstu a zvýšení výdajů v důsledku války na Ukrajině, přesto se Den daňové svobody posunul o osm dní blíže začátku roku, přibližně na úroveň let 2009–2011, kdy se ekonomika potýkala s důsledky velké recese.
| Rok  | Den daňové svobody | Počet dní do dne daňové svobody |
| 2000 | 6. 6.              | 157                             |
| 2001 | 7. 6.              | 157                             |
| 2002 | 11. 6.             | 161                             |
| 2003 | 12. 6.             | 162                             |
| 2004 | 15. 6.             | 166                             |
| 2005 | 14. 6.             | 164                             |
| 2006 | 14. 6.             | 164                             |
| 2007 | 11. 6.             | 161                             |
| 2008 | 7. 6.              | 158                             |
| 2009 | 13. 6.             | 163                             |
| 2010 | 18. 6.             | 168                             |
| 2011 | 15. 6.             | 165                             |
| 2012 | 9. 6.              | 160                             |
| 2013 | 11. 6.             | 161                             |
| 2014 | 10. 6.             | 160                             |
| 2015 | 5. 6.              | 155                             |
| 2016 | 2. 6.              | 153                             |
| 2017 | 29. 5.             | 149                             |
| 2018 | 22. 5.             | 142                             |
| 2019 | 28. 5.             | 148                             |
| 2020 | 24. 6.             | 175                             |
| 2021 | 25. 6.             | 175                             |
| 2022 | 17. 6.             | 167                             |
| 2023 | 13. 6.             | 163                             |
| 2024 | 11. 6.             | 162                             |